# Стефан Богориди
Стефан Богориди (буг. Стефан Богориди, грч. Στέφανος Βογορίδης, тур. Stefanaki Bey), право име Стојко Цонков Стојков (буг. Стойко Цонков Стойков; 1775 — август 1859) био је високи османски државник бугарског порекла, унук Софронија Врачанског и отац Александра Богоридија и Николаја Вогорида. Стефан и његов брат Атанасе добили су име Богориди по Борису I, првом хришћанском владару Бугарске.

## Биографија
Рођен је 1775. у Котелу. Студирао је грчки језик у Букурешту, Влашкој, где је променио своје бугарско име Стојко за грчко Стефан. По завршетку студија, Богориди се придружио османској ратној морнарици као Драгоман и под заповедништвом Мустафа-паше (будућег султана Мустафе IV) учествовао је у другој битци код Абукира против Наполеона I Бонапарте у Египту.
Године 1812. Богориди је отишао у Молдавију са принцем који га је именовао гувернерем од Галаца (1812—1819). Године 1821, током влашког устанка Тудора Владимирескуа и инвазије на Хетерија у оквиру грчког рата за независност, Богориди је био номинални кајмакамом из Влашке. Следеће године, након опсежне османске офанзиве на Александроса Ипсилантиса, заузео је положај кајмакама у Молдавији 1822. године, а затим се вратио као драгоман османске флоте. Између 1825. и 1828. био је прогнан у Анадолију.
После руско-турског рата 1828—1829. и једренског мира, био је саветник Махмуда II, који му је доделио титулу принца и именовао га за гувернера острва Самос. Посетио га је само једном 1839. године и владао је острвом из Истанбула. Богоридија, који је престоницу острва преименовао по себи, локално грчко становништво је мрзило због своје произвољне владавине. Становници Самоса су се побунили против њега 1849. године, а султан је поднео оставку 1850. године.
Под Абдулмеџидом I, Богориди је био члан танзиматске реформе и царски саветник. Добио је дозволу од Абдулмеџида за изградњу бугарске православне цркве у Истанбулу и поклонио своју кућу у Фенеру 1849. На том месту је касније подигнута гвоздена црква Светог Стефана, која је у знак сећања на њега добила име. Преминуо је августа 1859. у Истанбулу.